# بوباکار دیالیبا
بوباکار دیالیبا (انگلیسی: Boubacar Dialiba؛ زادهٔ ۱۳ ژوئیهٔ ۱۹۸۸) بازیکن فوتبال اهل سنگال است.
از باشگاه‌هایی که در آن بازی کرده‌است می‌توان به باشگاه فوتبال رئال مورسیا، باشگاه فوتبال مشلان و باشگاه فوتبال ژلیزنیچار سارایوو اشاره کرد.
وی همچنین در تیم ملی فوتبال سنگال بازی کرده‌است.